# شهرستان لونگ (شاآنشی)
شهرستان لونگ (به انگلیسی: Long County) یک شهرستان در چین است که در باوژی واقع شده‌است.